# ناو پشتیبانی آتلانتیس
ناو پشتیبانی آتلانتیس (به انگلیسی: German auxiliary cruiser Atlantis) یک کشتی بود که طول آن ۱۵۵ متر (۵۰۹ فوت) بود. این کشتی در سال ۱۹۳۷ ساخته شد.